# Rhode (Irland)
Rhode (irisch Ród) ist ein Dorf im County Offaly in der Mitte von Irland. Bei der Volkszählung 2022 hatte Rhode 846 Einwohner (gegenüber 476 im Jahr 1991). Zu Rhode gehören die drei Townlands Rathmoyle (An Ráth Maol), Laurencetown (Baile Labhráis) und Road (Ród).

## Lage und Verkehrsanbindung
Rhode befindet sich inmitten des ehemals intensiv genutzten großen Moorgebiets Bog of Allen. Die nächsten größeren Städte sind Tullamore (ca. 28 südwestlich) und Edenderry (ca. 12 km) westlich.
Der um 1800 gebaute Grand Canal, der Dublin mit dem Shannon verbindet, verläuft etwa drei Kilometer südlich.
Die nächstgelegene Bahnstation ist in Portarlington. Sie liegt ca. 25 km südlich an der Linie, die Dublin mit Galway und Westport verbindet.
Die Busgesellschaft goahaedireland bedient wochentags Rhode auf der Linie 120C zwischen Edenderry und Tullamore sechsmal in jede Richtung; an Wochenenden viermal (Stand Sommer 2023).

## Torfabbau und Energiegewinnung
In 1960 wurde ein großes Kraftwerk zur Elektrizitätserzeugung in Rhode erbaut. Dazu wurden die in der Gegend vorhandenen großen Torfvorkommen zur Energieerzeugung ausgebeutet. Es war zur damaligen Zeit das modernste der irischen Torfkraftwerke.
Es wurde 2003 stillgelegt und ein Jahr später abgerissen.

## Sehenswürdigkeiten
Westlich von Rhode überragt der 234 m hohe Croghan Hill die ansonsten flache Landschaft. Auf dem Gipfel befindet sich ein Grabhügel.